# Pays Comminges Pyrénées
Le Pays Comminges Pyrénées désigne un pôle d'équilibre territorial et rural (PETR) issu de la transformation de l'ancien pays, au sens aménagement du territoire, situé dans le sud du département de la Haute-Garonne. Le Pays Comminges Pyrénées regroupe les 236 communes des 3 communautés de communes de l'arrondissement de Saint-Gaudens.

## Présentation générale
Le Syndicat mixte du Pays Comminges Pyrénées (SMPCP) est constitué depuis le 25 mars 2013. Cet établissement public émane de l'association des communes du Pays Comminges Pyrénées fondée en 2004. Le Pays Comminges Pyrénées est la fédération des 11 intercommunalités du sud de la Haute-Garonne au sein d'un syndicat mixte fermé, établissement public constitué exclusivement d'Établissements Publics de Coopération Intercommunale (EPCI - Communautés de Communes).
Ses membres sont les 3 communautés de communes du Pays. Le syndicat mixte du Pays Comminges Pyrénées est administré par un comité syndical composé de 52 délégués issus des élus des communautés de communes adhérentes. Le nombre d'élus représentant les intercommunalités est défini au prorata de la population de chaque communauté de communes.
Le SMPCP est un service public local dont la structure est ouverte depuis le 15 juillet 2014. Cette structure permet d'épauler les communes et communautés de communes adhérentes dans leurs projets de développement économique et social, ainsi que dans le suivi des documents d'urbanisme locaux (Plan Local d'Urbanisme Communal - PLU, Plan Local d'Urbanisme Intercommunal - PLUi, carte communale).

## Territoire
Le Pays Comminges Pyrénées est situé au sud du département de la Haute-Garonne en Occitanie. Il s'étend depuis les coteaux de Gascogne jusqu'à la frontière espagnole. Son périmètre comprend 236 communes et s'étend sur 3 communautés de communes :
- Communauté de communes Cagire-Garonne-Salat,
- Communauté de communes Cœur et Coteaux de Comminges,
- Communauté de communes des Pyrénées Haut-Garonnaises.

## Historique
L'association Pays Comminges Pyrénées a été constituée en 2004 sur la base d'une charte commune visant à développer et promouvoir le territoire et en fonction de l'arrêté du Préfet de Région Midi-Pyrénées en date du 14 mai 2002 approuvant et reconnaissant le périmètre définitif.
Elle a été signataire en 2005 d'un contrat de Pays avec l'État, la Région et le Département. Ce premier contrat 2005-2007 a favorisé l'émergence de 45 projets de maîtrise d'ouvrage communale, intercommunale, associative ou privée.
En 2008, une nouvelle génération de convention territoriale a pris le relais des précédents contrats. Ainsi, chaque année de nouveaux projets de territoire sont soutenus par le Pays et présentés aux partenaires financiers.
Le Pays a défini 5 axes majeurs de développement :
- "Soutenir, identifier et développer le potentiel économique"
- "Miser sur le confort et la qualité de vie en Comminges"
- "Adopter une démarche collégiale de respect de l’environnement"
- "Renforcer l'attractivité touristique du territoire et l'identité culturelle du Pays Comminges"
- "Fédérer le territoire"

## Compétence urbanisme
Depuis le 16 septembre 2013, le Syndicat Mixte du Pays Comminges Pyrénées a la compétence d'élaborer et mettre en œuvre le schéma de cohérence territoriale Comminges Pyrénées. Ce schéma d'urbanisme a pour vocation de construire un projet commun, durable et résolument tourné sur les 25 ans à venir (période 2015-2040). Plus qu'un simple document d'aménagement du territoire, le schéma de cohérence territoriale (SCoT) constituera la clé de voûte des futures politiques d'urbanisme sur le territoire Comminges Pyrénées.

## Compétence développement local
Le syndicat mixte candidate à partir du 13 juin 2014 à différents programmes de financements Europe-État-Région-Département, notamment avec la mise en place de son Groupe d'Action Local (GAL), permettant de solliciter les fonds de développement ruraux européens (FEADER) via le programme LEADER (Lien Entre Actions et Développement Economique et Rural).
Le syndicat mixte suit la réforme territoriale du 27 janvier 2014 prévoyant sa transformation en pôle d'équilibre territorial et rural (PETR) effective en mai 2015. Le Syndicat conserve sa dénomination de Pays Comminges Pyrénées, tout en ayant des thématiques d'actions et des compétences renforcées en termes de soutien au développement économique et social, au développement culturel et touristique, au soutien aux filières porteuses d'avenir et à l'agriculture, aux politiques d'amélioration du cadre de vie, de l'habitat, du logement, aux objectifs d'adaptation au changement climatique et à la transition énergétique.

## Administration

### Présidence
| Période           | Période           | Identité           | Étiquette | Qualité |
| ----------------- | ----------------- | ------------------ | --------- | --- |
| 2004              | décembre 2008     | Jean-Louis Idiart  | PS        | Conseiller général du canton de Salies-du-Salat (1988-2015) Député (1993-2012)                                                                            |
| décembre 2008     | 17 mars 2017      | Jean-Pierre Brana  | PS        | Maire de Cabanac-Cazaux (1994-2016) Conseiller général du canton d'Aspet (2001-2015) Président de la Communauté de communes des Trois Vallées (1996-2016) |
| 17 mars 2017      | 29 septembre 2020 | Jean-Yves Duclos   | DVG       | Maire de Villeneuve-de-Rivière de 2001 à 2014 Conseiller départemental du canton de Saint-Gaudens depuis 2011 Maire de Saint-Gaudens depuis 2014          |
| 29 septembre 2020 | En cours          | François Arcangeli | EELV      | Conseiller régional de 2010 à 2021 Président de la Communauté de communes Cagire Garonne Salat depuis 2017                                                |